# Misamis Ocidental
Misamis Ocidental é um província de  segunda classe de renda da província (d) na região Mindanao Setentrional (Região X), nas Filipinas. De acordo com o censo de 1 de maio  de  2020 possui uma população de 617 333 pessoas e 149 188 domicílios. A capital é Oroquieta. A província Misamis Ocidental tem por vizinhas Zamboanga del Norte e Zamboanga del Sur a oeste, e está separada de Lanao del Norte pela baía de Panguil a sul, e de Misamis Oriental pela baía de Iligan a leste.
Os idiomas locais são cebuano, subanon, tagalo, e inglês e maranao.

## Subdivisões
Tem 14 municípios e 3 cidades, divididos em 681 bairros.
Municípios
- Aloran
- Baliangao
- Bonifacio
- Calamba
- Clarin
- Concepcion
- Don Victoriano
- Jimenez
- Lopez Jaena
- Panaon
- Plaridel
- Sapang Dalaga
- Sinacaban
- Tudela

Cidades
- Oroquieta
- Ozamiz
- Tangub